# Himalmartensus ausobskyi
Himalmartensus ausobskyi is een spinnensoort in de taxonomische indeling van de nachtkaardespinnen (Amaurobiidae).
Het dier behoort tot het geslacht Himalmartensus. De wetenschappelijke naam van de soort werd voor het eerst geldig gepubliceerd in 2008 door Jia-Fu Wang & Zhu.